# マチャミの全部いただきっ!!
『マチャミの全部いただきっ!!』（マチャミのぜんぶいただきっ）は、1998年4月2日から1999年9月29日まで日本テレビ系列局で放送された中京テレビ製作のバラエティ番組。日本テレビ系全国ネットの深夜番組放送枠『ZZZ』の内包番組として放送。

## 概要
毎回若手のお笑い芸人たちが体を張って様々なバラエティ企画に挑戦していた深夜番組で、久本雅美が司会を務めていた。中日新聞などに掲載の番組表では番組タイトルの表記が異なり、放送第1回目では「超マチャミ」と、第2回目以降は「極楽マチャミの全部いただきっ!!」と表記されていた。

## 放送時間
いずれもJST。
- 木曜 24:20 - 24:50 （『ZZZ』木曜第2部、1998年4月 - 1998年9月）
- 水曜 24:20 - 24:50 （『ZZZ』水曜第2部、1998年10月 - 1999年3月）
- 水曜 24:12 - 24:47 （『ZZZ』水曜第2部、1999年4月 - 1999年9月）

## 出演者

### レギュラー
- 久本雅美（メインMC）
- 加藤浩次（極楽とんぼ）
- 山本圭一（極楽とんぼ）
- 菊池万理江
- 山口もえ - 1999年4月から同年6月まで出演。

### 主な出演芸人
- 西尾季隆（X-GUN）
- さがね正裕（X-GUN）
- 大木淳（ビビる）
- 大内登（ビビる）

### ナレーター
- 宮村優子

## スタッフ
- 構成：遠藤みちスケ、梁取正彦（Call）、つかはら、村上卓史
- 技術：元木宏（八峯テレビ）
- 美術：テレフィット
- メイク：小野崎洋子
- スタイリスト：石村英理
- 編集：阿部公一（日本テレビビデオ 現：阿部こーいち）
- MA：山崎秀二（日本テレビビデオ）
- 音効：加藤つよし（ランブルビー）
- 制作協力：Call、いまじん
- ディレクター：小野恭裕、杉山和典
- プロデューサー：伊豫田祐司（中京テレビ）、岡崎成美（Call）
- 制作著作：中京テレビ

## エンディングテーマ
- I wanna dance（R-ORANGE）
- エッジのない想い出（THE POSTMEN）
- 運命船サラバ号出発（ザ・コブラツイスターズ）
- 紙ひこうき（canna）
- with pleasure （中嶋瑠美）

| 中京テレビ 木曜24:20枠（『ZZZ』木曜第2部）               | 中京テレビ 木曜24:20枠（『ZZZ』木曜第2部）            | 中京テレビ 木曜24:20枠（『ZZZ』木曜第2部）    |
| 前番組                                                   | 番組名                                                | 次番組                                        |
| -------------------------------------------------------- | ----------------------------------------------------- | --------------------------------------------- |
| ビリビリさせて （24:20 - 24:50）                         | マチャミの全部いただきっ!! （1998年4月 - 1998年9月）  | U・S改 （24:20 - 24:50、金曜24:50枠から移動） |
| 中京テレビ 水曜24:20枠 → 水曜24:12枠（『ZZZ』水曜第2部） |                                                       |                                               |
| いろもん （24:20 - 24:50）                               | マチャミの全部いただきっ!! （1998年10月 - 1999年9月） | ヤミツキ （24:12 - 24:47）                    |